# Romano Bilenchi
Romano Bilenchi (Colle di Val d'Elsa, 9 novembre 1909 – Firenze, 18 novembre 1989) è stato uno scrittore e giornalista italiano.

## Biografia

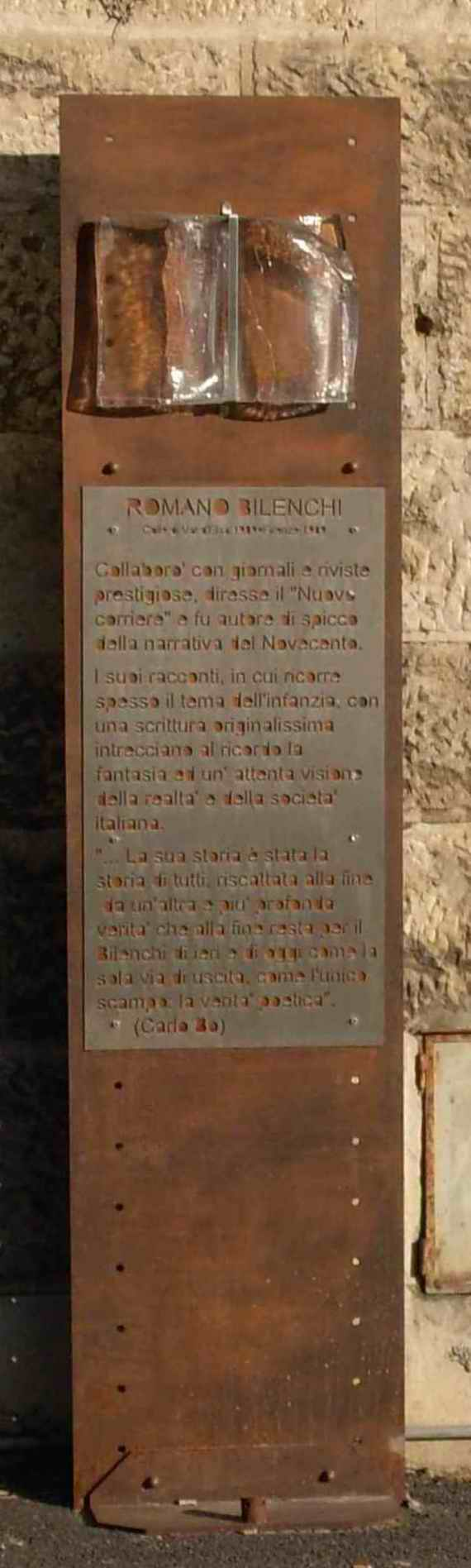
Colle di Val d'Elsa: la stele dedicata a Romano Bilenchi

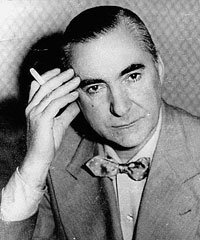
Curzio Malaparte

Romano Bilenchi nasce a Colle di Val d'Elsa da una famiglia di piccoli industriali, con suo padre convinto socialista. Dopo aver iniziato gli studi a Siena, ragazzo culturalmente preparato e dal carattere non facile, si forma una coscienza di classe frequentando la classe operaia della sua cittadina, nei fermenti culturali e sociali del primo dopoguerra. Giovanissimo s'iscrive a quel movimento di sinistra che fu all'inizio il fascismo di protesta e trasferitosi a Firenze inizia a collaborare a vari periodici politici e letterari, pubblica le sue prose su L'Universale diretta dal poeta Berto Ricci e su riviste strapaesane come Il Selvaggio, sul quale esordisce nel 1930 come collaboratore di Mino Maccari suo amico e corregionale, oltre che sul Primato diretta da Giuseppe Bottai e sul Bargello, organo ufficiale del Partito fascista fiorentino.
Trasferitosi momentaneamente a Torino nel 1931 è caporedattore a La Stampa sotto la direzione di Curzio Malaparte. Nel 1934, con la raccomandazione di Galeazzo Ciano, incomincia a collaborare a La Nazione di Firenze, ma proprio in quel periodo il giovane matura una posizione sempre più critica nei confronti del fascismo, posizione che lo porta in seguito a un'uscita semiufficiale dal partito all'epoca della guerra di Spagna e poi definitivamente nel 1940. Il suo primo romanzo, Vita di Pisto, che narra del nonno, vecchio garibaldino, venne pubblicato nel 1931 per le edizioni della rivista Il Selvaggio. La prima vera opera narrativa, per molti rimasto il suo capolavoro, fu però il romanzo Conservatorio di Santa Teresa, pubblicato nel 1940 ma scritto fra il 1936 e il 1938, al quale fece seguito Anna e Bruno e altri racconti (1938), il Mio cugino Andrea (1943) e la trilogia di racconti lunghi La siccità (1941), La miseria (1941) e per ultimo Il Gelo nel (1983).
Nel 1943, durante l'occupazione tedesca, lo troviamo molto attivo nella lotta clandestina e nei primi anni del dopoguerra diventa redattore capo della Nazione del Popolo, organo del Comitato di Liberazione Nazionale toscano, e s'iscrive al Partito comunista ma fin dall'inizio fu molto critico nei confronti dello stalinismo di cui non condivideva i metodi autoritari. La carriera giornalistica di Bilenchi è legata all'esperienza decennale al Nuovo Corriere di Firenze: prima come caporedattore poi, dall'11 settembre 1948, come direttore. Bilenchi fa del quotidiano fiancheggiatore del PCI, una voce intelligente e mai banalmente allineata alle direttive del partito. Prova ne è l'articolo di fondo del primo luglio 1956, all'indomani della sanguinosa repressione della Rivolta di Poznań. Mentre il quotidiano ufficiale del PCI l'Unità scriveva che gli operai in corteo erano stati sobillati da «agenti dell'imperialismo», Bilenchi condannò fermamente l'atto criminale. 

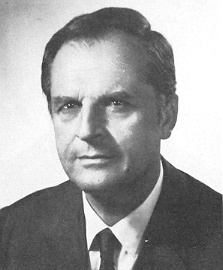
Antonello Trombadori

Una totale libertà di giudizio che porterà alla chiusura del giornale il 7 agosto di quello stesso anno e alla rottura col PCI. Nei primi anni cinquanta, anni controversi di contrapposizione con la nascita della cosiddetta guerra fredda, tra il blocco sovietico e statunitense, è tra le personalità fiorentine di sinistra a tentare di dialogare con il mondo cattolico fiorentino e dopo alcuni anni di colloqui, nel 1955, riesce a convincere il sindaco, Giorgio La Pira, a organizzare a Firenze un confronto tra i sindaci delle città del Patto di Varsavia e quelle della NATO che alla fine dei colloqui firmeranno in Palazzo Vecchio un patto d'amicizia. Dal 1954, con Carlo Salinari e Antonello Trombadori, Bilenchi è direttore de Il Contemporaneo.
Per lunghi anni non pubblica quasi nulla, infine, preceduto dal volume di ricordi Amici (1976), dove è ben rappresentata l'amicizia un po' controversa e carica di tensione con Elio Vittorini e ben delineati i ritratti degli amici di sempre (in particolare quelli di Ottone Rosai, Mino Maccari, Leone Traverso, Ezra Pound, Eugenio Montale e altri meno noti ma pur sempre amici veri), uscirà nel 1972 il suo ultimo romanzo Il bottone di Stalingrado con il quale vince nello stesso anno il Premio Viareggio. Morirà a Firenze nel 1989. Il suo archivio è conservato presso il Centro per gli studi sulla tradizione manoscritta di autori moderni e contemporanei dell’Università di Pavia.

## Narrativa
La narrativa di Romano Bilenchi affronta con un rigoroso filtro personale ardui problemi stilistici. Scrittore asciutto, privo di compiacenze avanguardistiche, Bilenchi sembra prediligere le semplici storie di paese e di periferia; ma sia che rifletta l'ambiente della provincia toscana, della campagna o della città, la sua prosa non ha nulla di quella colorita e sanguigna dei naturalisti e altrettanto poco somiglia a quella anemica e compiaciuta dei crepuscolari ma nutre una passione istintiva ridotta all'essenziale e al surreale.
Comincia con un volume di racconti, Anna e Bruno (1938), dopo aver raccolto in alcuni libri d'assaggio, tipicamente giovanili, il frutto delle sue polemiche impetuose, travasate in parte nella rivista di Mino Maccari, Il Selvaggio. Ma già in un racconto di anni precedenti, Maria, rivalutato più tardi, egli aveva posto le premesse per una narrativa introspettiva, costituita su vari piani d'indagine, in questo caso inerenti alla condizione di una povera ragazza dal corpo sgraziato che soffre un vuoto di affetti che mai sarà colmato.
Con le sue cronache politiche e strapaesane, Bilenchi brucerà molto presto il suo interesse verso una narrativa d'azione a sfondo sociale, giungendo perciò in breve tempo a liberarsi del bozzettismo toscano legato a questa prima maniera. La sua visione del mondo materialmente si restringe, se si considera l'eccezionale impegno della sua emotiva partecipazione politica, ma si allarga a dismisura per ciò che sarà il motivo costante della sua narrativa, l'equilibrio sempre incerto fra le varie età della vita dove lo scrittore punta soprattutto sulla coscienza di sé nello sviluppo dell'età evolutiva.
Il vero salto di qualità in Bilenchi, rivelandosi scrittore di squisite emozioni interiori, si realizza però nel romanzo Conservatorio di Santa Teresa ed è singolare come nello stesso momento, forse negli stessi mesi, due scrittori tra loro diversi, Dino Buzzati e Romano Bilenchi, davanti al crollo di un mondo che stava delineandosi con l'imminente tragedia della guerra pensassero uno alla Fortezza Bastiani scrivendo Il deserto dei Tartari l'altro a Marta e Vera e al piccolo Sergio due entità fisiche dapprima misteriose, dove la fantasia dei rispettivi protagonisti alla fine rimane delusa e disincantata. Entrambe queste situazioni esistenziali ci descrivono la nostra letteratura di quegli anni meglio di qualunque opera in apparenza più approfondita e completa.

## Opere

### Narrativa
- Vita di Pisto, Torino, Il Selvaggio, 1931.
- Cronaca dell'Italia meschina, ovvero Storia dei socialisti di Colle, Firenze, Vallecchi, 1933.
- Il capofabbrica. Racconti, Roma, Circoli, 1935.
- Mio cugino Andrea, Firenze, Vallecchi, 1936.
- Anna e Bruno e altri racconti, Firenze, Parenti, 1938. Segnalazione nell'ambito del Premio Viareggio.[1]
- Conservatorio di Santa Teresa, Firenze, Vallecchi, 1940.
- La siccità: racconti, Firenze, Edizioni di Rivoluzione, 1941; nuova ed., binomiale: La Siccità-La Miseria, Firenze, Vallecchi, 1944.
- Dino e altri racconti, Firenze, Vallecchi, 1942.
- Racconti, Firenze, Vallecchi, 1958.
- Una città, Galatina (Lecce), Pajano, 1958.
- Il bottone di Stalingrado, Firenze, Vallecchi, 1972.
- Il processo di Mary Dugan e altri racconti, Torino, Einaudi, 1972.
- La rosa non finita, Firenze, Pananti, 1980.
- Il gelo, Milano, Rizzoli, 1982.
- Gli anni impossibili, contiene: La siccità, La miseria, Il gelo, Milano, Rizzoli, 1984. ISBN 88-17-79005-2.
- Pomeriggio. Due racconti, Siena, Taccuini di Barbablù, 1985.
- I tedeschi. Racconto, Milano, All'insegna del pesce d'oro, 1985. ISBN 88-444-1018-4.
- L'attentato, Firenze, Pananti, 1986.
- Maria, Prato, Comune di Prato, 1986.
- Due ucraini e altri amici, Milano, Rizzoli, 1990. ISBN 88-17-66048-5.

### Saggistica
- I silenzi di Rosai, Firenze, Galleria Pananti, 1971.
- Amici. Vittorini, Rosai e altri incontri, Torino, G. Einaudi, 1976: Nuova edizione, con prefazione di Gianfranco Contini, Milano, Rizzoli, 1988. ISBN 88-17-66046-9.

EPISTOLARIO
Il gusto della fuciliera: Romano Bilenchi-Mino Maccari lettere 1927-1982. A cura di Maria Antonietta Grignani con un'appendice di testi di Romano Bilenchi e Mino Maccari - Fiesole, Cadmo, 2010

## Riconoscimenti
Nel 1982, l'Accademia Nazionale dei Lincei gli ha conferito il Premio Feltrinelli per la Narrativa, ex aequo con Anna Banti.